# Harold Ramis
Harold Ramis, född 21 november 1944 i Chicago, Illinois, död 24 februari 2014 i Chicago, Illinois, var en amerikansk filmregissör, skådespelare och manusförfattare. Han är mest känd för rollen som Egon Spengler i Ghostbusters – Spökligan (1984) och Russel Ziskey i Lumparkompisar (1981) samt som regissör för Måndag hela veckan och Analysera mera.

## Biografi

### Karriär
Efter att ha vuxit upp i Chicago och studerat på Washington University i St. Louis, Missouri hamnade Harold Ramis 1974 i New York där han tillsammans med bland andra Bill Murray och John Belushi arbetade på radioprogrammet The National Lampoon Radio Hour. Han kom under åren 1976–79 att medverka som manusförfattare och skådespelare i komediprogrammet SCTV där han rönte stora framgångar. Efter tre år med SCTV lämnade han serien för att övergå till manusförfattande och regisserande för vita duken. Under en lång karriär har Ramis kommit att lämna avtryck med filmer såsom Klantskallarna (Meatballs, 1979), Tom i bollen (Caddyshack, 1980), Ghostbusters – Spökligan (1984), Ghostbusters 2 (1989) och Måndag hela veckan (Groundhog Day, 1993).

### Privatliv
Harold var gift två gånger och hade tre barn. En dotter från sitt första äktenskap med artisten Anne Plotkin (gifta 1967–1984) till vilken kollegan Bill Murray är gudfar åt, samt två söner med skådespelaren Erica Mann (gifta fram till hans död).

### Död
År 2010 började Harold Ramis hälsa att svikta efter att han ådragit sig vaskulit, vilket är inflammationer i blodkärlen. Sjukdomen medförde att han fick fysiska svårigheter att röra sig. Efter att åter ha lärt sig gå insjuknade Ramis återigen 2011. Hans hälsa dalade därefter och han avled 24 februari 2014.

## Filmografi i urval
- 1978 – Deltagänget (manus)
- 1979 – Klantskallarna (manus)
- 1980 – Tom i bollen (manus och regi)
- 1981 – Lumparkompisar (manus och roll)
- 1983 – Ett päron till farsa (regi)
- 1984 – Ghostbusters – Spökligan (manus och roll)
- 1986 – Charterresan (manus och regi)
- 1986–1991 – The Real Ghostbusters (TV-serie) (manus)
- 1987 – Baby Boom (roll)
- 1988 – Stealing Home (roll)
- 1989 – Ghostbusters 2 (manus och roll)
- 1993 – Måndag hela veckan (manus, regi och roll)
- 1994 – Airheads (roll)
- 1995 – Stuart Saves His Family (regi)
- 1996 – I flesta laget (regi)
- 1997 – Livet från den ljusa sidan (roll)
- 1999 – Analysera mera (manus och regi)
- 2000 – Djävulen och jag (manus och regi)
- 2002 – Du går mig på nerverna... - analysera ännu mera! (manus och regi)
- 2007 – På smällen (roll)
- 2007 – Walk Hard: The Dewey Cox Story (roll)
- 2009 – Ghostbusters: The Video Game (röst i dataspel)
- 2009 – Year One (manus, regi och roll)